# Aristolochia peltata
Aristolochia peltata är en piprankeväxtart som beskrevs av Carl von Linné. Aristolochia peltata ingår i släktet piprankor, och familjen piprankeväxter. Inga underarter finns listade i Catalogue of Life.